# Castell de Granitz
El Castell de Granitz o el Jagdschloss Granitz és una residència de caça del segle xix a Binz a l'estat de Mecklemburg-Pomerània Occidental a Alemanya. Es troba al centre del bosc de Granitz, que fa part des del 1991 de la reserva de la biosfera Rügen Sud-est.

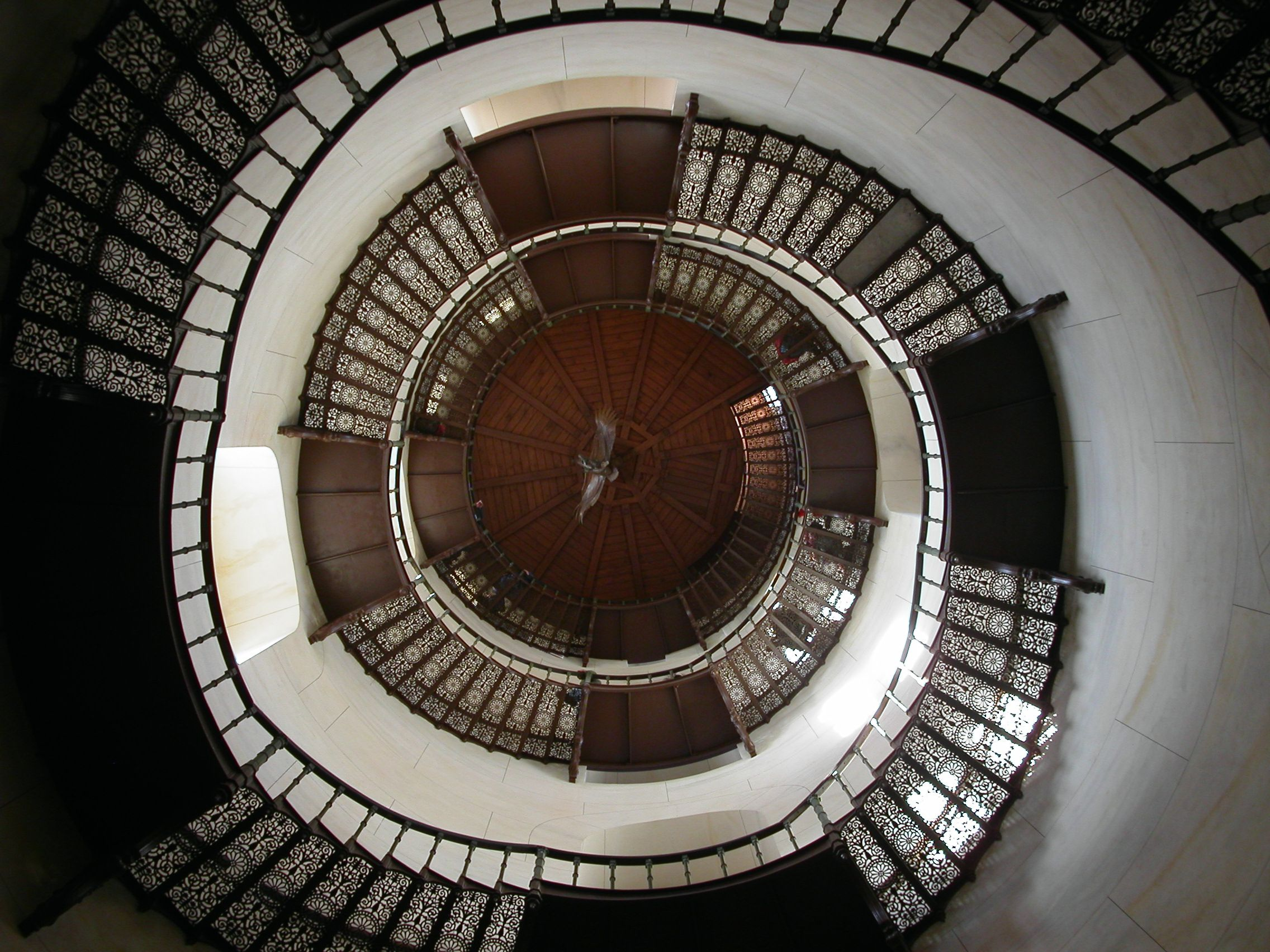
L'escala de Karl Friedrich Schinkel a la torre central

El castell quasi quadrat amb quatre torres angulars té tres nivells: la planta baixa pels serveis i dos pisos d'aparat. En una segona fase, el pati interior va ser suprimit per a construir una cinquena torre, una mena de capritx arquitectural del qual l'escala de fosa serpenteja fins al belvedere panoràmic a 38 metres (145 m sobre el msnm). Aquesta escala, molta moderna per a la seva època, queda un dels elements més destacables de l'edifici.
El rei Guillem Malte I de Putbus va fer construir aquest castell al Tempelberg, el punt culminant del massís de Granitz a l'illa bàltica de Rügen. El rei va rebre al castell els seus hostes prominents, com Frederic Guillem IV de Prússia, Cristià VIII de Dinamarca, Otto von Bismarck i molts altres. La família de Putbus va posseir-lo fins al 1944, quan els nazis van empresonar Malte de Putbus. Al caos de la fi de la Segona Guerra Mundial, molt del contingut del castell es va dispersar i perdre i només va retrobar-se parcialment. La República Democràtica Alemanya va expropiar-lo. Després de la reunificació d'Alemanya el 1990, l'estat de Mecklemburg-Pomerània Occidental va programar una restauració extensiva del castell que va esdevenir una de les atraccions turístiques més visitades de l'estat. És accessible a peu o amb bicicleta per senders des de Binz o de Sellin i pel ferrocarril d'ample estret Rasender Roland de la línia històrica Göhren-Binz-Putbus.

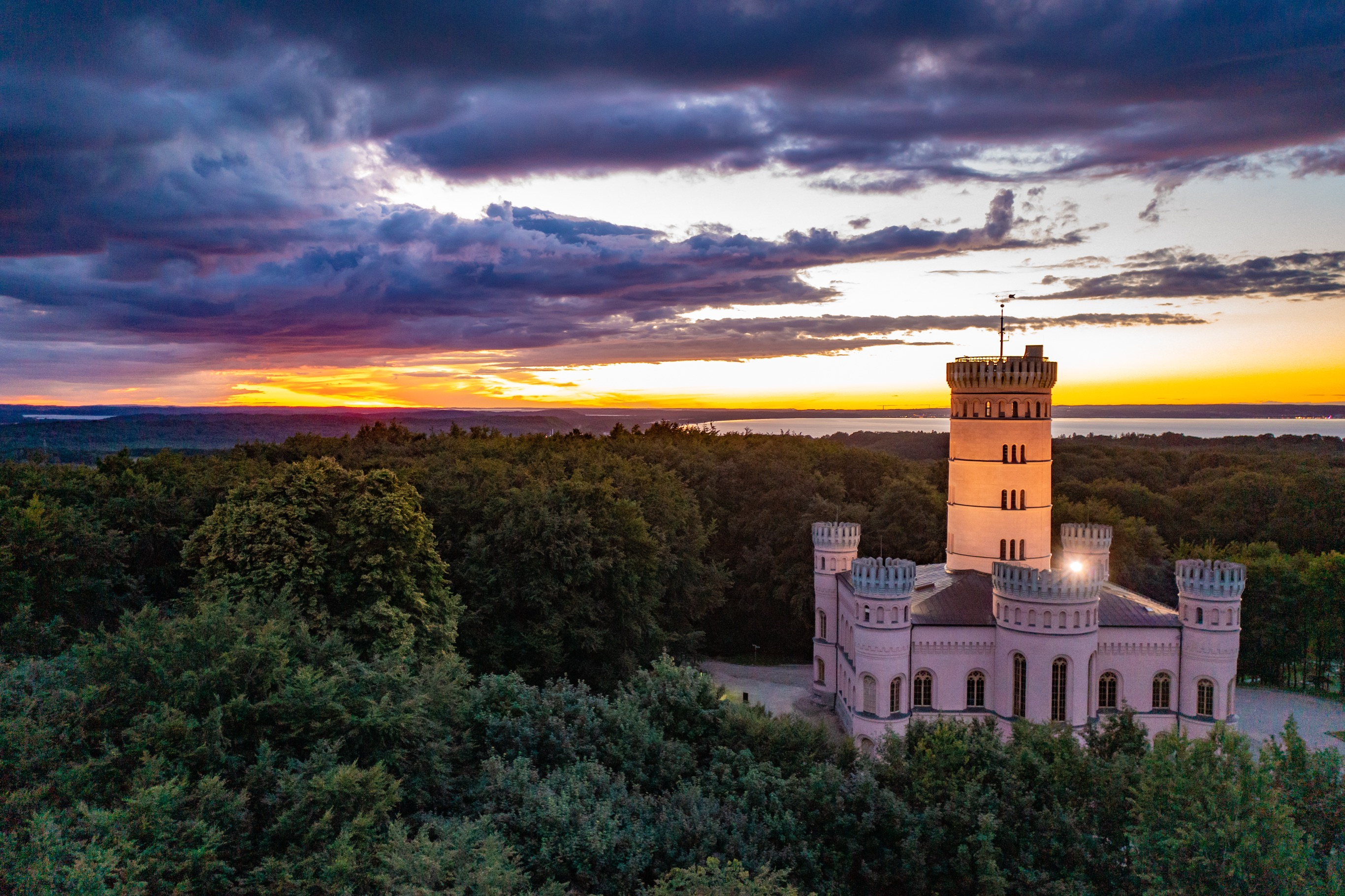
Castell de Granitz a la nit, Prorer Wieck al fons
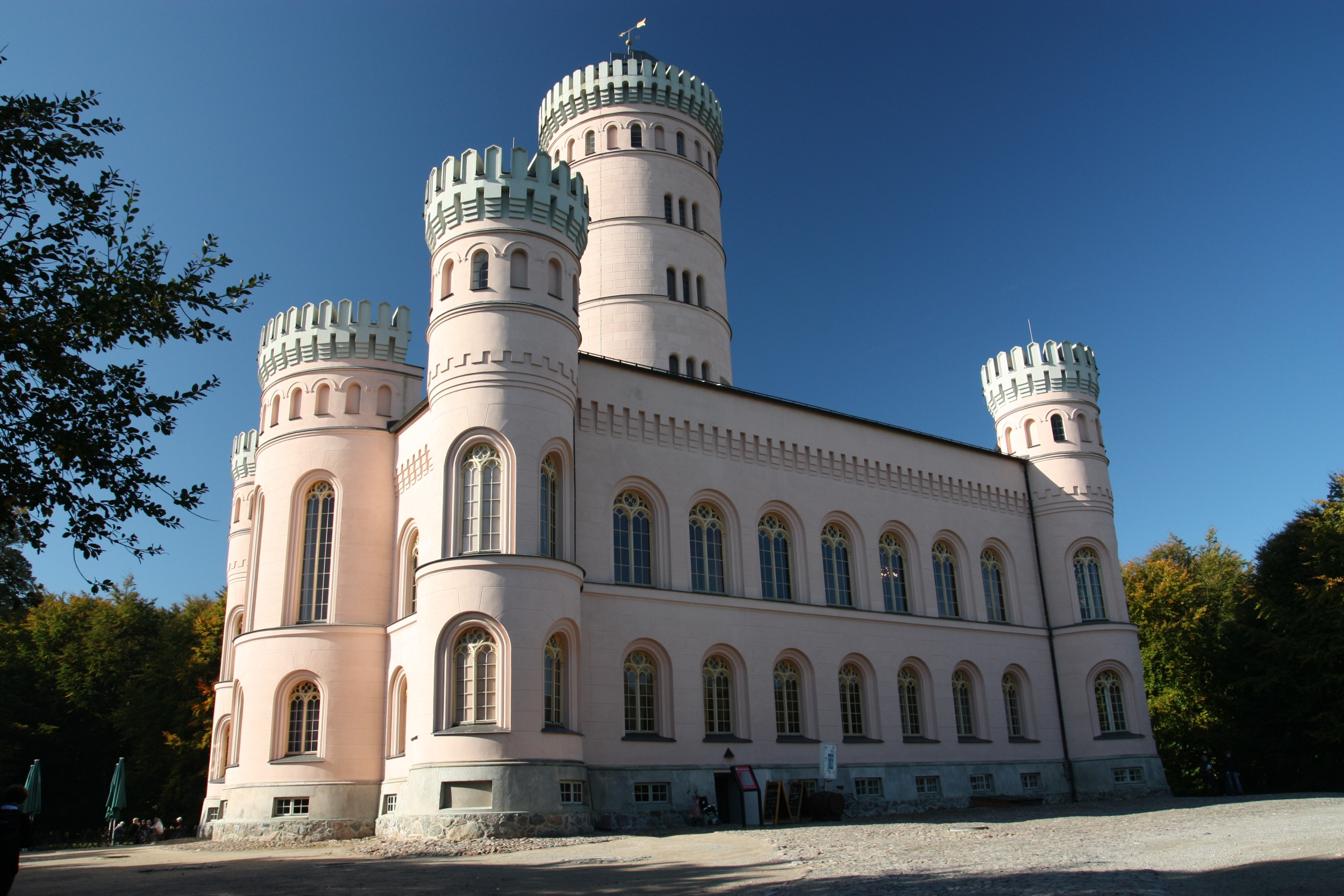
La façana sud
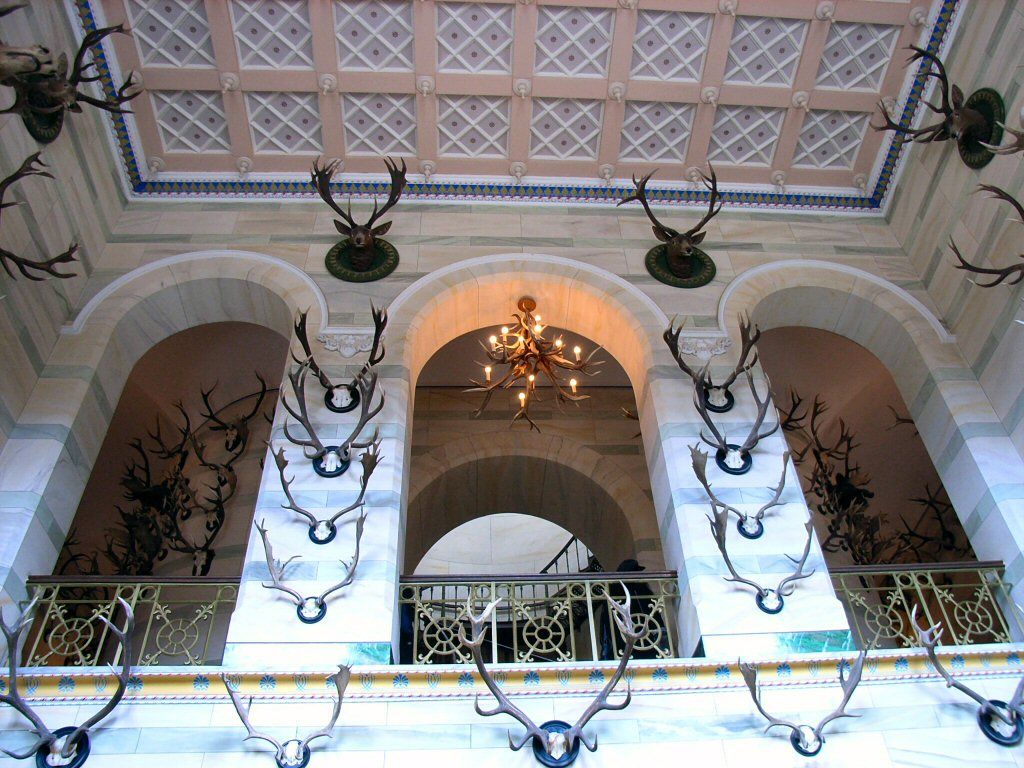
El vestíbul
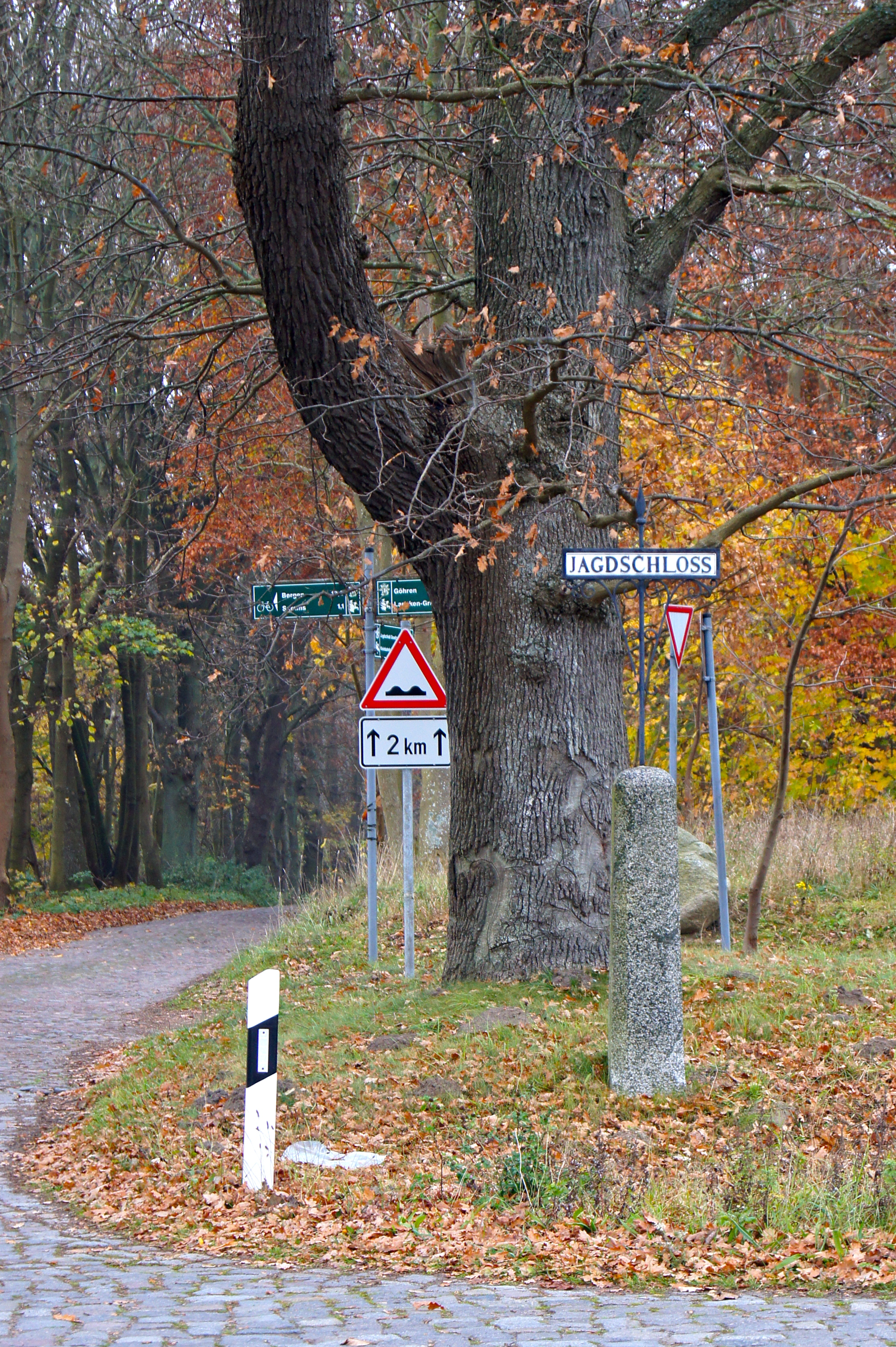
Placa indicadora a la carretera d'entrada meridional a Serams (Zirkow)